# 地中海艦隊 (イギリス)
地中海艦隊（ちちゅうかいかんたい、Mediterranean Fleet）は、かつてイギリス海軍に存在した艦隊。本国艦隊の次に重視された艦隊で、フランス海軍とイタリア海軍に対抗する存在であった。イギリスが世界帝国を維持していた当時、最重要の植民地であるインドへの航路（イギリス海域から地中海を通りスエズ運河）の制海権を確保することが最大の任務となっていた 。
地中海と大西洋の境目にある要衝ジブラルタルと、地中海の真ん中にあるマルタ島、スエズ運河の入り口のアレクサンドリア、東地中海のキプロス島に主要な海軍基地を持っていた。
第二次世界大戦後は相次ぐ植民地の独立に合わせてイギリス海軍も縮小され、地中海艦隊も1967年に解隊された。その後、イギリス海軍に代わって地中海の覇権を確立したのがアメリカ海軍で、現在でも地中海に第6艦隊を常駐させている。

## 歴史

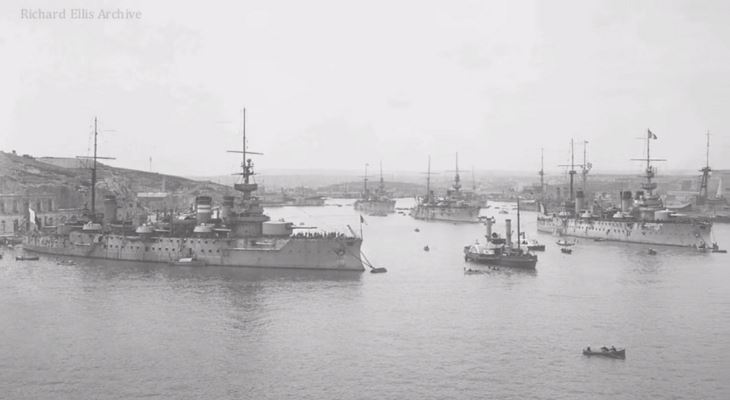
バレッタ港（1915年）

第一次英蘭戦争末期の1654年にロバート・ブレイクがバルバリア海賊掃討のため編成した艦隊がイギリス海軍最初の地中海艦隊とされている 。
1704年のジブラルタルの占領によって地中海への足掛かりを築いた。 
ナポレオン戦争の過程で地中海の要衝マルタを占領することに成功し、1814年のパリ条約によって植民地化が確定した。これで地中海におけるイギリスの制海権は磐石となった。

### 第二次世界大戦
ドイツがフランスへ侵攻し、連合軍がダンケルクから撤退したことでドイツの勝利が見えてくると、イタリアがドイツ側で参戦した。イタリアは地中海を東西に分ける位置にあり、イギリスの生命線である地中海の通商路を分断することが可能で、地中海沿岸に点在するイギリスとフランスの植民地やギリシャやユーゴスラビア王国などの南欧諸国にも大きな影響を与えるものであった。
イタリアとアフリカ大陸の間は僅かな距離で、ちょうど中程にマルタ島があったが、イタリア空軍の制空権下でイタリア海軍が行動すれば、イギリスは地中海中央部の制海権を失うことになる瀬戸際だった。イギリス海軍は多大な損害を受けながらもマルタ島を死守し、逆にドイツ・イタリア側の通商路を妨害した。このことが後々の北アフリカ戦線へ影響を与えた。ロンメルのドイツアフリカ軍団への補給を妨害し、イギリス軍の補給も遠回りになる喜望峰迂回をせずに迅速な補給が続けられた。イギリス地中海艦隊は地の利を持つイタリア海軍を常に圧倒して、終戦まで地中海の制海権を維持し続けた。

### 冷戦およびそれ以後
第二次世界大戦が終わると、ヨーロッパは西側と東側に分かれ冷戦が始まった。イギリス海軍はギリシャの共産化防止へ抑止力として行動し、黒海から地中海へ進出しようとするソ連黒海艦隊と対峙した。しかし、二度の世界大戦で疲弊していたイギリスは植民地の維持を諦め、イギリス海軍も縮小されてきていた。1956年の第二次中東戦争の結果、スエズ運河への影響力が消滅すると、地中海派遣の意義はさらに薄れた。1964年にマルタが独立国となったため、艦隊は撤退を開始し1967年には完全に解隊された。しかし、現在でも地中海へ小規模な部隊を派遣し、NATOの一員としての役割を担っている。
当時の主要基地であったジブラルタルとキプロス（アクロティリおよびデケリア）には現在も海軍基地を維持していて、イギリス海軍だけでなくアメリカ海軍やNATOにも重要な補給基地として機能している。